# Шунто Антон Петрович
Антон Петрович Шунто (біл. Антон Пятровіч Шунто; нар. 31 травня 1988, Смолевичі, Мінська область, Білоруська РСР) — білоруський футболіст, воротар клубу «Барановичі».

## Життєпис
Народився 31 травня 1988 року у Смолевичах. Навчався на факультеті спортивних ігор та єдиноборств у БДУФК на тренера з баскетболу, грав за збірну університету. Після університету працював у СІК «Олімпійський» (майбутній домашній стадіон ФК «Крумкачи»). У 2013 році тренувався у складі клубу Другої ліги АЛФ-2007 (нині ФК «Промінь»), проте не був заявлений на офіційні матчі.
2014 року став гравцем клубу Другої ліги «Крумкачи». За команду грав переважно на позиції воротаря, проте також зіграв декілька матчів як нападник. У перший же сезон у Другій лізі команда посіла друге місце та перейшла до Першої ліги. У 2015 році був запасним воротарем клубу, але також виходив наприкінці декількох матчів як польовий гравець. За підсумками сезону «Крумкачи» несподівано посіли третє місце та вийшли до Вищої ліги. У сезоні 2016 року Шунто лише декілька разів з'являвся у заявці команди на матчах Вищої ліги, здебільшого виступаючи у молодіжній першості. У 2017 році став регулярно потрапляти до запасних. Дебютувати у Вищій лізі вдалося 29 липня 2017 року у матчі проти «Вітебська», в якому вийшов на заміну на 79-ій хвилині після вилучення основного воротаря Євгена Костюкевича, замінивши півзахисника Кирила Ісаченка. Усього провів у Вищій лізі 7 матчів, у яких пропустив 12 м'ячів. Після недопуску «Крумкачів» до Прем'єр-ліги у 2018 році залишився у команді, яка була заявлена до Другої ліги. Став основним воротарем команди, зіграв 17 матчів та допоміг «воронам» посісти друге місце в Другій лізі. У травні 2019 року, після відставки Олексія Кучука, залишив команду.
Після цього деякий період часу виступав за аматорські клуби на позиції нападника. У липні 2019 року перейшов у «Молодечно». Зіграв 9 матчів у Другій лізі, в якій пропустив 3 м'ячі. На початку 2020 року перебрався до «Барановичів», які очолював Андрій Хлібосолов. У футболці клубу з однойменного міста дебютував 25 квітня 2020 року в програному (2:3) домашньому поєдинку 2-го туру групи А Другої ліги Білорусі проти «Динамо-Берестя-1960». Антон вийшов на поле в стартовому складі та відіграв увесь матч. У групі «А» команда фінішувала 2-ю, а за підсумками фінального раунду — 4-ю. Сам Шунто зіграв 16 матчів, у тому числі 6 відстояв «на нуль». Напередодні старту сезону 2020/21 років клуб отримав можливість заявитися до Першої ліги Білорусі, чим і скористався. 23 жовтня 2021 року в компенсований час до поєдинку Першої ліги проти петриковського «Шахтаря» відзначився голом, завдяки чому «Барановичі» вирвали нічию (3:3).

## Сім'я
Старший брат Денис Шунто (нар. 1982) – білоруський бізнесмен. Один із засновників та власників клубу «Крумкачі», на ранніх етапах існування команди виступав за неї як футболіст.

## Статистика виступів
| Клуб       | Сезон | Чемпіонат  | Чемпіонат | Чемпіонат |
| Клуб       | Сезон | Дивізіон   | Матчі     | Голи      |
| ---------- | ----- | ---------- | --------- | --------- |
| «Крумкачи» | 2017  | Вища ліга  | 7         | –12       |
| «Крумкачи» | 2018  | Друга ліга | 17        | –9        |